# Joseph (Oregon)
Joseph – miasto w Stanach Zjednoczonych, w stanie Oregon, w hrabstwie Wallowa.